# Berså

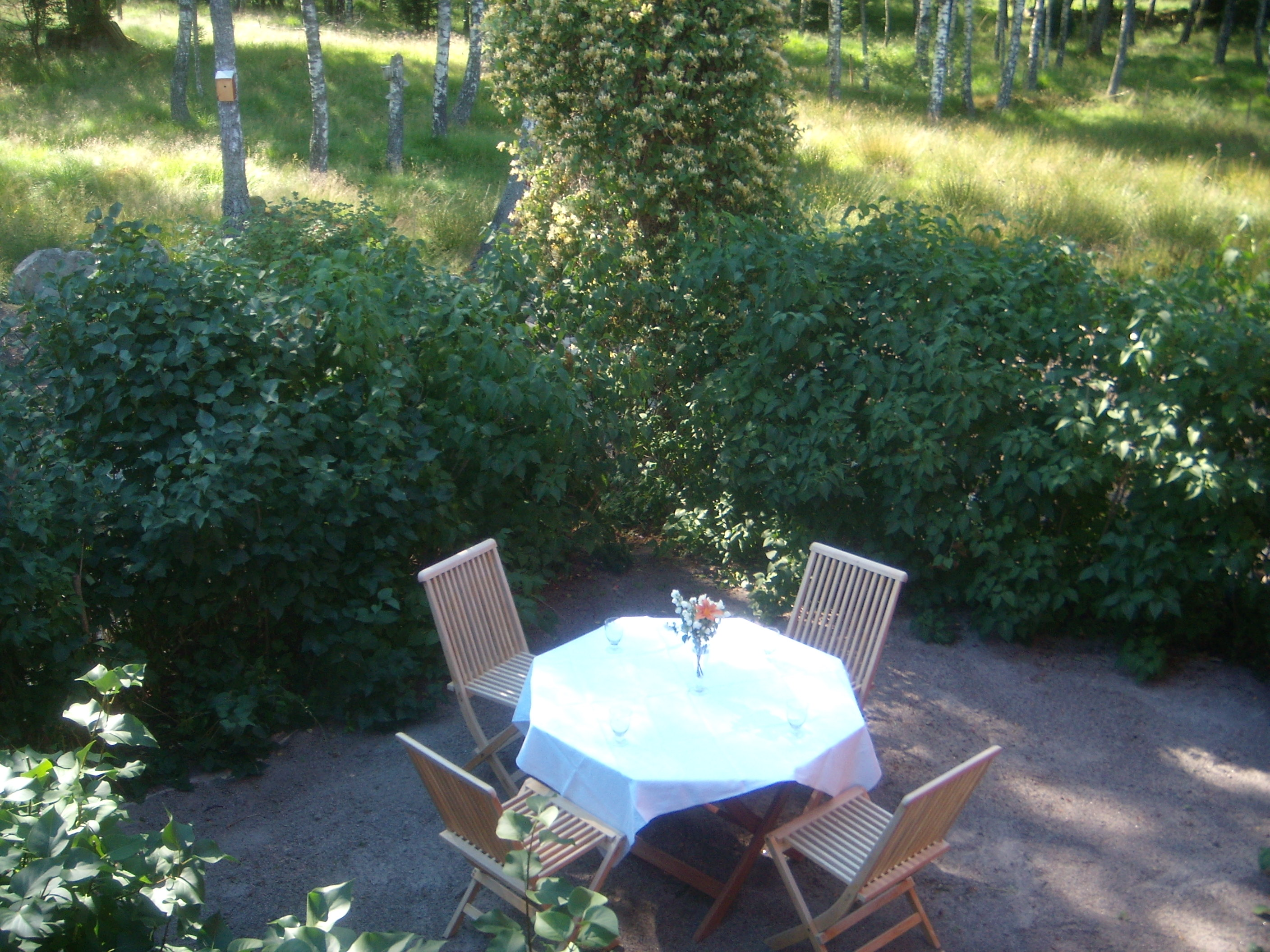
Syrenberså

En berså (av franska berceau, vagga), en lövsal, är ett trädgårdsrum av buskar eller träd.
Bersåer, som var mycket vanliga omkring 1900, kan utgöras av friväxande eller formklippta högre buskar eller träd. Syren är den klassiska växten till bersåer. Andra vanliga växter är buxbom, idegran, lind, oxel och schersmin, eller klätterväxter. En berså kan förvandlas till en pergola om den täcks av klätterväxter.